# Ljubo Georgiev
Ljubo Georgiev (Sofía, 1981) es un arquitecto búlgaro.

## Biografía
Ljubo Georgiev estudió arquitectura en la Universidad IUAV de Venecia (Italia) y obtuvo un máster en la Universidad Técnica de Delft (Países Bajos). Georgiev combina el trabajo académico, con el diseño y el activismo. Es el director de Sofproect, el instituto de planeamiento urbano de Sofía. Con anterioridad había creado de+ge architects con el también arquitecto, Simon de Jong. Su trayectoria profesional tiene un carácter internacional tanto por su formación como por su carrera, que se ha desarrollado en distintos contextos: Reino Unido, Italia, Países Bajos y China. Entre los proyectos en los que ha participado, destacan el Parque Zaryadye de Moscú (2013), el distrito de Crabbehof en Dordrecht (2011) y el Olympiakwartier de Almere (2009), ambos en los Países Bajos o la sede de Swiss Re de Zúrich en Suiza (2008), entre otros.
Es autor de numerosos artículos y ha impartido clases y conferencias en distintas instituciones europeas. Entre 2014 y 2016 dirigió One Architecture Week, un festival internacional de arquitectura contemporánea. En 2016 coordinó el equipo de creación de un plan de desarrollo a largo plazo para la ciudad de Sofía: Vision Sofia 2050 y fue miembro del equipo de expertos del Premio Europeo del Espacio Público Urbano.